# Onda amortiguada

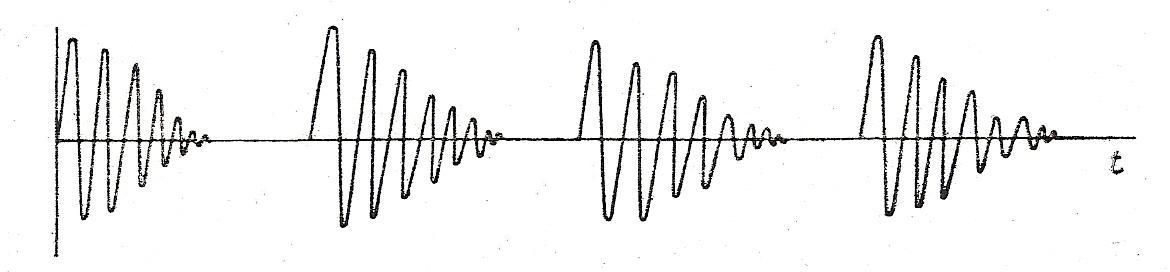
Serie de ondas amortiguadas, tales como las que son generadas por un transmisor de chispa. En este gráfico, el eje vertical indica la amplitud de la onda, mientras que el horizontal representa al tiempo.

Una onda amortiguada o señal amortiguada, es una onda cuya amplitud decrece con el tiempo eventualmente llegando a cero. El término también hace referencia a un método de transmisión de radio producido por transmisores de chispa. Las ondas amortiguadas fueron características en los primeros años de la comunicación por radio en la conocida telegrafía inalámbrica.
En ingeniería de transmisión de señales, las ondas amortiguadas se conocen como emisiones «Clase B». Tales tipos de emisiones tienen gran ancho de banda lo que aumenta las posibilidades de interferir otras transmisiones, por esta razón - y porque supone un desperdicio de recursos espectrales, la Unión Internacional de Telecomunicaciones restringió su uso en 1938.
En dicha regulación la definición de «onda amortiguada» no es consecuente con los adelantos de la tecnología. Por esa razón, desde 1998 se excluye de las prohibiciones a varios tipos de emisiones, por ejemplo, los sistemas de banda ultra-ancha.